# 느보산

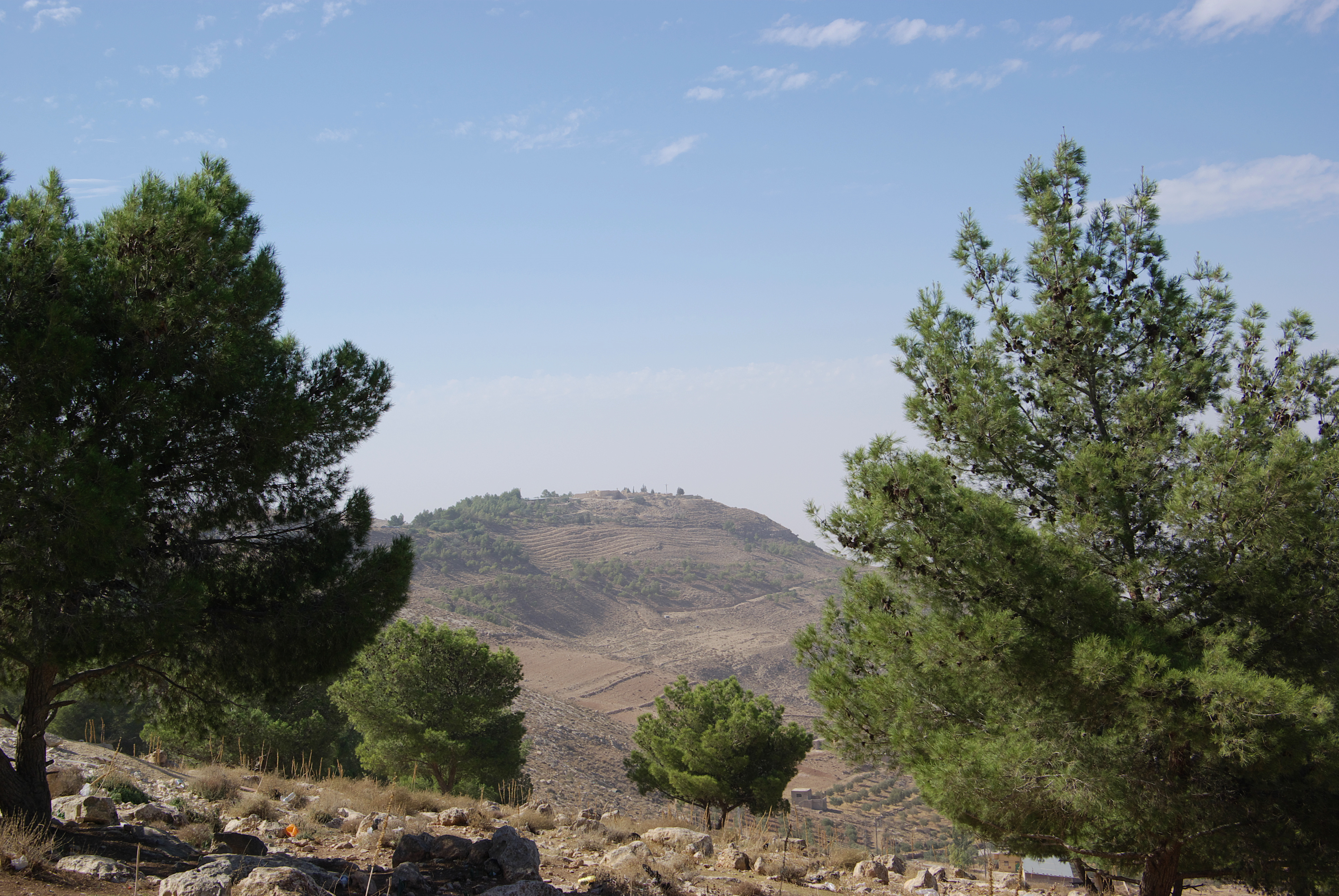
동쪽에서 바라본 느보산

느보산(히브리어: ַר נְבוֹ, 로마자 표기: Har Nəḇō; 아랍어: جَبَل نِيبُو, 로마자 표기: Jabal Nībū)은 요르단에 위치한 높은 능선으로 해발 약 700미터(2,300피트)이다. 아바림 산맥의 일부인 느보산은 모세가 죽기 전에 약속의 땅을 본 곳으로 성서에 언급되어 있다. 정상에서 바라보는 풍경은 요르단강 계곡 건너편 서안지구의 전경을 제공한다. 여리고성은 대개 정상에서 볼 수 있으며, 매우 맑은 날에는 예루살렘도 보인다. 성서의 마을인 느보는 3.5km 떨어져 있다.
산 이름은 서사신 나부(Nabu)의 이름을 따서 지어졌다.